# 颜金勇
顏金勇（英語：Gan Kim Yong，1959年2月9日—）是一位新加坡華裔政治人物，自2024年起担任副总理，2021年起担任贸工部长。他是执政党人民行動黨成员。自2011年以来，他一直担任代表蔡厝港集选区（蔡厝港）的国会议员。

## 生平
1959年出生，先后毕业于新加坡公教中学和国家初级学院，申请到奖学金前往英国留学，1981年和1985年分别获得剑桥大学学士学位和硕士学位。之后回到新加坡从政，先后任职于新加坡贸易和工业部和內政部，2006年开始担任新加坡国会议员，2008年担任新加坡人力部部长，2011年担任新加坡卫生部部长。
2024年5月13日，获委任在黄循财内阁中出任副总理。